# Manuel Chorens
Manuel Chorens   (província de la Corunya, 22 de gener de 1916 - Cuba, valor desconegut) fou un futbolista cubà de la dècada de 1930.
Fou internacional amb la selecció de Cuba, amb la qual participà en la Copa del Món de futbol de 1938.
Pel que fa a clubs, destacà a Centro Gallego.